# Herophila tristis
Herophila tristis mit dem Synonym Dorcatypus tristis  ist ein Käfer aus der Familie der Bockkäfer und der Unterfamilie Lamiinae. Die Art ähnelt sehr einem kleinen Trauerbock, ist aber durch mehrere Merkmale klar von diesem zu trennen.

## Bemerkungen zum Namen und Nomenklatur
Die Art wurde 1767 von Linné als 42. Art der Gattung Cerambyx unter dem Namen Cerambyx tristis erstmals beschrieben. Der Artnamen „tristis“ (lat.) bedeutet traurig, düster.
Der Gattungsname "Herophila"  ist von altgr. ήρως hēros, Held, und φίλη  phíle abgeleitet. Der Name taucht erstmals bei Mulsant als Name der Untergattung der Gattung Lamia auf, in die  Mulsant die Art einordnet.  Je nachdem, ob martinascoi als weitere Art oder als Unterart von Herophila tristis betrachtet wird, umfasst die Gattung Herophila drei oder zwei Arten. Der Name Dorcatypus weist auf die Ähnlichkeit zur Gattung Dorcadion hin.

## Merkmale des Käfers
Der Körper erreicht eine Länge von 14 bis 28 Millimeter. Er ist länglich oval, beim Männchen etwas schmaler als beim Weibchen. Die Oberseite ist dicht braun tomentiert (bei großer Auflösung des Taxobildes erkennbar).
Der Kopf ist senkrecht zur Körperachse nach unten geneigt, auf der Stirn ist er leicht vertieft. Die Mundwerkzeuge zeigen senkrecht nach unten, das letzte Glied der Kiefertaster ist spindelförmig zugespitzt und nicht schräg abgestutzt. Die elfgliedrigen Fühler verjüngen sich nach außen regelmäßig. Das erste Fühlerglied ist vor dem Ende mit einer Leiste versehen, die an eine Mondsichel erinnert (Abb. 2). Eine ähnliche Leiste zeigt auch der Trauerbock, doch bei diesem ist das dritte Fühlerglied viel länger als das erste, bei Herophila tristis dagegen ist das erste Fühlerglied deutlich länger als das dritte (Abb. 6). Beim Weibchen überragen die Fühler die Mitte der Flügeldecken nur wenig, beim Männchen sind sie länger, erreichen aber nicht das Körperende. Sie sind damit deutlich kürzer als die des Trauerbocks. Die nierenförmigen Augen umfassen die Fühlerbasis von hinten derart, dass auf der Stirn der Abstand der Basen der beiden Fühler zueinander größer ist als der Abstand der Innenränder der Augen (Abb. 4).
Der Halsschild zeigt wenig hinter der Mitte seitlich je einen kräftigen, stumpfen Höcker.
Die Flügeldecken sind  miteinander verwachsen, die Hautflügel sind reduziert oder fehlen ganz. Die Flügeldecken sind hinten gemeinsam oval verrundet. Jede Flügeldecke trägt zwei schwarze Flecke, der vordere etwas kleinere und unregelmäßigere liegt vor der Mitte, der zweite hinter der Mitte. Die Zeichnung kann jedoch stark variieren, beispielsweise der vordere Fleck auf mehrere kleine Flecke reduziert sein.
Die Beine sind sehr robust. Der Vorderschenkel hat auf der Unterseite eine flache Längsrinne, die nahe dem Tarsus schräg nach außen verläuft (Abb. 5). Die fünfgliedrigen Tarsen erscheinen viergliedrig, da das vierte Glied sehr klein und zwischen den Lappen des dritten Gliedes versteckt ist.
| Bild 1: Seitenansicht                                                                | Bild 2: Erstes Fühlerglied Sichelförmige Leiste                                 |
| Bild 3: Vorderansicht                                                                | Bild 4: Kopf von oben grün: Innenrand der Augen gelb: Innenrand der Fühlerbasis |
| Bild 5: Vorderschiene von unten gelb: erstes Tarsenglied dunkler: schräge Längsrinne | Bild 6: Fühlerglieder eins bis drei Längen: 1=erstes, 3=drittes Glied           |

## Biologie
Die wärmeliebende Art wird meist auf Holz oder verrottetem Holz angetroffen. Der adulte Käfer erscheint im Spätfrühjahr bis Frühsommer. Der Käfer läuft bedächtig auf dem Boden oder auf Hölzern herum und verharrt häufig. Auch bei Flucht bewegt er sich relativ langsam.
Die Larve entwickelt sich in verschiedenen Bäumen, beispielsweise Feige, Zypressen, Pappeln, Kirsche. Für die Entwicklung braucht sie zwei bis drei Jahre.

## Verbreitung
Das Verbreitungsgebiet von Herophila tristis zieht sich von Frankreich bis ans Schwarze Meer. Dabei zieht sich die nördliche Verbreitungsgrenze durch die Schweiz, Österreich, Ungarn und Rumänien. Im Süden umfasst das Verbreitungsgebiet Italien mit Sardinien und Sizilien, Korsika und die Adrialänder (aus Albanien liegen keine Fundmeldungen vor). Auch im Nahen Osten ist die Art zu finden. Die Unterart Herophila tristis martinascoi ist auf das italienische Festland beschränkt, wo sie in Kalabrien an der Küste zum Ionischen Meer vorkommt.